# Klubowy Puchar Śląska w piłce ręcznej kobiet
Klubowy Puchar Śląska w piłce ręcznej kobiet - turniej piłki ręcznej organizowany przez Śląski Związek Piłki Ręcznej od 1996 roku. Pierwszym zwycięzcą została drużyna AKS Chorzów. 

## Historia[1]
| Rok  | Gospodarz                               | I miejsce                       | II miejsce                      | III miejsce                     |
| ---- | --------------------------------------- | ------------------------------- | ------------------------------- | ------------------------------- |
| 1996 | Chorzów                                 | AKS Chorzów                     | Ruch Chorzów                    | Sośnica Gliwice                 |
| 1997 | Katowice, Gliwice, Chorzów, Ruda Śląska | Sośnica Gliwice                 | Ruch Chorzów                    | ŽORK Napredak Kruševac          |
| 1998 | Nie odbył się                           | Nie odbył się                   | Nie odbył się                   | Nie odbył się                   |
| 1999 | Ruda Śląska, Chorzów                    | Sośnica Gliwice                 | Zgoda Ruda Śląska               | Ruch Chorzów                    |
| 2000 | Chorzów                                 | Sośnica Gliwice                 | Zgoda Ruda Śląska               | Ruch Chorzów                    |
| 2001 | Gliwice, Ruda Śląska                    | Vitaral Jelfa Jelenia Góra      | Zgoda Ruda Śląska               | Sośnica Gliwice                 |
| 2002 | Chorzów                                 | Zgoda Ruda Śląska               | Vitaral Jelfa Jelenia Góra      | Inter Slovnaft Bratysława       |
| 2003 | Gliwice, Ruda Śląska                    | Zgoda Ruda Śląska               | Sośnica Gliwice                 | Hummel Rosa Belgrad             |
| 2004 | Gliwice                                 | Zgoda Ruda Śląska               | Zagłębie Lubin                  | Sośnica Gliwice                 |
| 2005 | Goczałkowice-Zdrój, Pawłowice           | Piotrcovia Piotrków Trybunalski | Zagłębie Lubin                  | Vive Kielce                     |
| 2006 | Katowice, Ruda Śląska                   | Zgoda Ruda Śląska               | Zagłębie Lubin                  | DH Zora Olomouc                 |
| 2007 | Gliwice, Ruda Śląska                    | AZS Politechnika Koszalińska    | Zgoda Ruda Śląska               | Piotrcovia Piotrków Trybunalski |
| 2008 | Nie odbył się                           | Nie odbył się                   | Nie odbył się                   | Nie odbył się                   |
| 2009 | Gliwice, Chorzów                        | Piotrcovia Piotrków Trybunalski | Ruch Chorzów                    | Zgoda Ruda Śląska               |
| 2010 | Chorzów                                 | Ruch Chorzów                    | Piotrcovia Piotrków Trybunalski | KSS Kielce                      |
| 2011 | Chorzów                                 | AZS AWF Gardinia Wrocław        | Ruch Chorzów                    | KSS Kielce                      |
| 2012 | Chorzów                                 | Ruch Chorzów                    | DHC Sokol Poruba                | KPR Jelenia Góra                |
| 2013 | Nie odbył się                           | Nie odbył się                   | Nie odbył się                   | Nie odbył się                   |
| 2014 | Nie odbył się                           | Nie odbył się                   | Nie odbył się                   | Nie odbył się                   |
| 2015 | Nie odbył się                           | Nie odbył się                   | Nie odbył się                   | Nie odbył się                   |
| 2016 | Nie odbył się                           | Nie odbył się                   | Nie odbył się                   | Nie odbył się                   |
| 2017 | Ruda Śląska, Tarnowskie Góry            | Ruch Chorzów                    | SPR Olkusz                      | Sośnica Gliwice                 |
| 2018 | Katowice                                | Imperium FutureNet Katowice     | Sośnica Gliwice                 | Zgoda Ruda Śląska               |
| 2019 | Żory                                    | MTS Żory                        | SPR Olkusz                      | Sośnica Gliwice                 |

## Klasyfikacja medalowa
|     | Drużyna                                       | złoto | srebro | brąz |
| --- | --------------------------------------------- | ----- | ------ | ---- |
| 1.  | Zgoda Ruda Śląska                             | 4     | 4      | 2    |
| 2.  | Ruch Chorzów                                  | 3     | 4      | 2    |
| 3.  | Sośnica Gliwice                               | 3     | 2      | 5    |
| 4.  | Piotrcovia Piotrków Trybunalski               | 2     | 1      | 1    |
| 5.  | Vitaral Jelfa Jelenia Góra / KPR Jelenia Góra | 1     | 1      | 1    |
| 6.  | AKS Chorzów                                   | 1     | 0      | 0    |
| 7.  | AZS Politechnika Koszalińska                  | 1     | 0      | 0    |
| 8.  | AZS AWF Gardinia Wrocław                      | 1     | 0      | 0    |
| 9.  | Imperium FutureNet Katowice                   | 1     | 0      | 0    |
| 10  | MTS Żory                                      | 1     | 0      | 0    |
| 11. | Zagłębie Lubin                                | 0     | 3      | 0    |
| 12. | SPR Olkusz                                    | 0     | 2      | 0    |
| 13. | DHC Sokol Poruba                              | 0     | 1      | 0    |
| 14. | Vive Kielce / KSS Kielce                      | 0     | 0      | 3    |
| 15. | ŽORK Napredak Kruševac                        | 0     | 0      | 1    |
| 16. | Inter Slovnaft Bratysława                     | 0     | 0      | 1    |
| 17. | Hummel Rosa Belgrad                           | 0     | 0      | 1    |
| 18. | DH Zora Olomouc                               | 0     | 0      | 1    |